# Recensământul Statelor Unite ale Americii din 2010

Hartă dinamică a Statelor Unite ale Americii simulând expansiunea teritorială a acestora.

Recensământul Statelor Unite ale Americii din 2010 (engleză United States Census, 2010, conform originalului The United States Census of 2010) a fost Cel de-al Douăzeci-și-treilea recensământ al Statelor Unite ale Americii din totalul de 23, fiind cel mai recent recensământ al țării. A fost cel de-al 23-a din recensămintele cerute de constituția acesteia și efectuate o dată la zece ani în Statele Unite ale Americii, fiind ultimul dintr-o serie ce cuprinde azi 23 de calculări ale populației Uniunii, pen-ultima cuantificare fiind cea din 2000. 
Recensământul al 23-lea, (conform, The 2010 United States Census, cunoscut pre scurt, "Census 2010"), este cel mai recent. Ziua de referință pentru acest recensământ, National Census Day, a fost 1 aprilie 2010.  Pentru a crește acuratețea și eficiența procesului, 635.000 numărători temporari (în original, temporary enumerators) au fost angajați. 
Populația Statelor Unite, la data de 1 aprilie 2010, a fost de 308.745.538 de locuitori, , indicând o creștere de 9.7% față de numărul de locuitori numărați la data 2000 Census, care fuseseră 281.421.906 de locuitori.

## Costul estimat
Government Accountability Office, agenția independentă a Congresului SUA (acronim frecvent, GAO) a estimat în 2004 că vor fi necesari minimum 11 miliarde de dolari pentru realizarea completă și corectă a Recensământului din 2010. Astfel, într-un detailat raport către Congress, GAO a menționat toate problemele pe care United States Census Bureau le vor avea în mod foarte probabil, dintre care cele financiare se situează pe primul loc .
Lockheed Martin -- formând un parteneriat cu IBM, Computer Sciences Corporation, Pearson Government Solutions și alte companii -- a câștigat un contract în valoare de 500 de milioane dolari, desfășurat pe durata a șase ani, în care să înregistreze și să folosească informațiile ce vor fi culese. Contractul cuprinde sisteme de înregistrare și stocare, locații și personal menite să rețină și să standardizeze datele recensământului utilizând forme de stocare a informației pe hârtie și de transmitere a informației telefonic. 

## Tehnologia procesului
Investițiile tehnologice vor conta ca aproximativ un sfert din proiectatul 11,3 miliarde de dolari conform  Arhivat în 15 martie 2007, la Wayback Machine.. Eficiența și acuratețea colectării și procesării informațiilor sunt prioritățile ridicate de recensământul din 2010. Acesta va fi prima numărare a cetățenilor națiunii care va folosi dispozitive mobile de calculare (așa numitele hand-held computing devices) dotate cu conexiune mobilă Internet (wireless Internet connection) și cu posibiltatea poziționării globale (Global Positioning System, sau GPS).  Arhivat în 26 aprilie 2009, la Wayback Machine.

## Resursele umane
Proiectul va angaja în jur de un milion de persoane care vor lucra temporar la realizarea proiectului.

## Rezultate finale

### Populația pe state
Statul cu cea mai mare creștere procentuală a fost Nevada, în timp ce statul cu cea mai mare creștere numerică a fost Texas.  Michigan, cel de-al 8-lea stat ca populație este singurul care a manisfestat o scădere a populației, iar teritoriul Puerto Rico, a avut o rată negativă, în timp ce District of Columbia a avut prima creștere de populației din anii 1950. 

### Populația pe orașe
| (conform, + 2010 U.S. City Population Rankings) |                   |                      |           |
| Poziție                                         | Oraș (City)       | Stat                 | Populație |
| 1                                               | New York          | New York             | 8.175.133 |
| 2                                               | Los Angeles       | California           | 3.792.621 |
| 3                                               | Chicago, Illinois | Illinois             | 2.695.598 |
| 4                                               | Houston           | Texas                | 2.099.451 |
| 5                                               | Philadelphia      | Pennsylvania         | 1.526.006 |
| 6                                               | Phoenix           | Arizona              | 1.445.632 |
| 7                                               | San Antonio       | Texas                | 1.327.407 |
| 8                                               | San Diego         | California           | 1.307.402 |
| 9                                               | Dallas            | Texas                | 1.197.816 |
| 10                                              | San Jose          | California           | 945.942   |
| 11                                              | Jacksonville      | Florida              | 821.784   |
| 12                                              | Indianapolis      | Indiana              | 820.445   |
| 13                                              | San Francisco     | California           | 805.235   |
| 14                                              | Austin            | Texas                | 790.390   |
| 15                                              | Columbus          | Ohio                 | 787.033   |
| 16                                              | Fort Worth        | Texas                | 741.206   |
| 17                                              | Charlotte         | North Carolina       | 731.424   |
| 18                                              | Detroit           | Michigan             | 713.777   |
| 19                                              | El Paso           | Texas                | 649.121   |
| 20                                              | Memphis           | Tennessee            | 646.889   |
| 21                                              | Baltimore         | Maryland             | 620.961   |
| 22                                              | Boston            | Massachusetts        | 617.594   |
| 23                                              | Seattle           | Washington           | 608.660   |
| 24                                              | Washington        | District of Columbia | 601.723   |
| 25                                              | Nashville         | Tennessee            | 601.222   |